# 願成寺 (韮崎市)

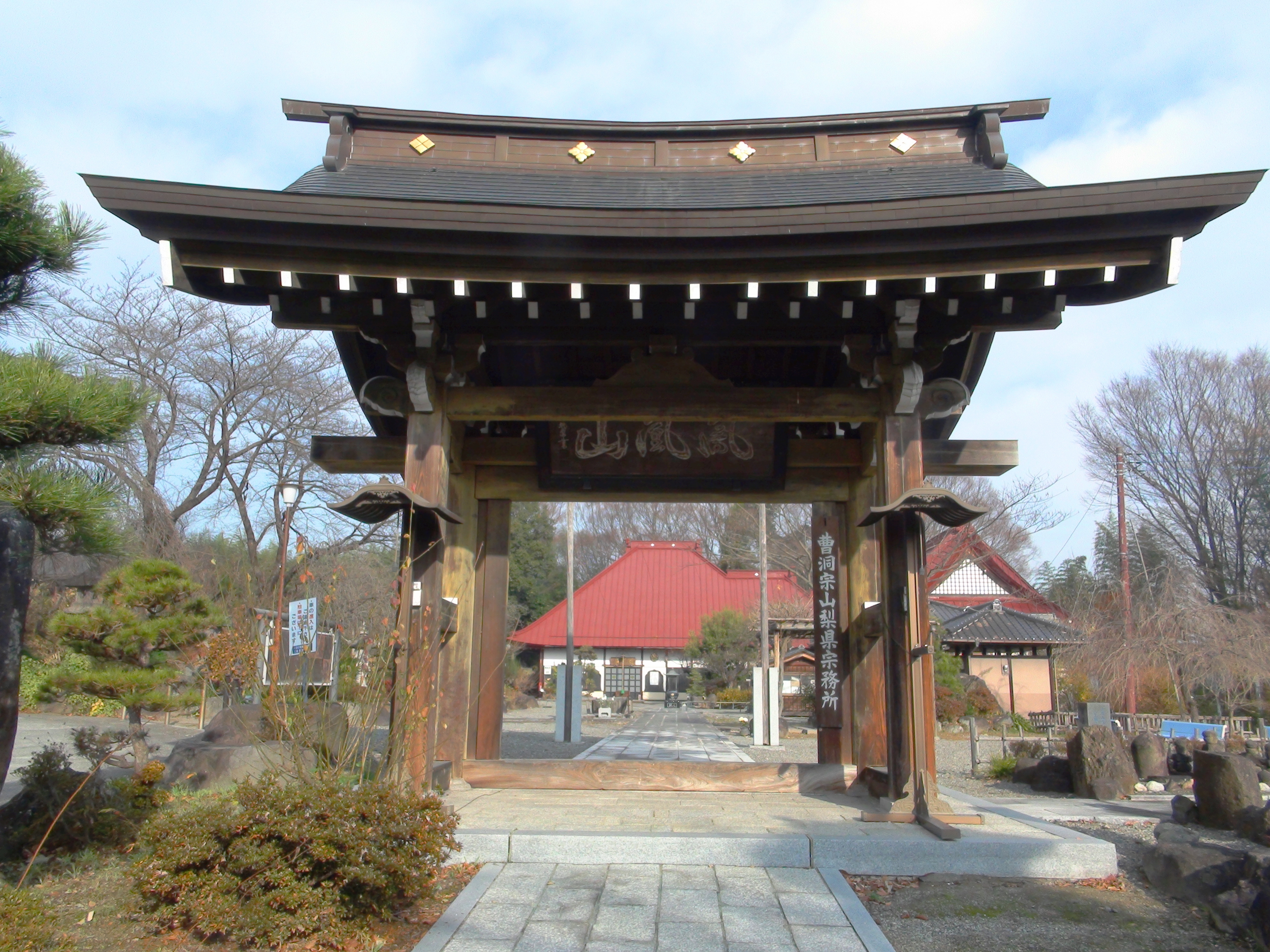
山門と「鳳凰山」の山号額（市文化財）

願成寺（がんじょうじ）は、山梨県韮崎市神山町鍋山にある曹洞宗の寺院である。山号は鳳凰山。本尊は阿弥陀如来。

## 概要
甲府盆地の西部、釜無川右岸の氾濫原から市域西部の山麓地域に至る神山地区の東部に位置する。神山町北宮地の武田八幡宮へ至る街道の南側に立地する。中世には巨摩郡武田郷、近世の九筋二領では北山筋鍋山村にあたり、付近には武田八幡宮のほか、神山町鍋山の鍋山山頂には武田信義築城と伝わる白山城跡が存在するなど、甲斐源氏・武田氏ゆかりの史跡が多い。
古代甲斐国では天台宗・真言宗の密教が伝わっており、願成寺も創建当時は天台宗寺院であったと言われる。甲斐国では平安時代後期に常陸国から源義清・清光（逸見冠者）が甲斐国の市河荘へ土着し、その子孫は甲斐源氏として盆地各地へ進出した。山梨県内には義清・清光開創を伝える寺院は多い。
『甲斐国志』に拠れば、願成寺は源清光の子で甲斐源氏棟梁・武田氏始祖の武田信義（願成寺殿）が開祖であると言われる。鎌倉時代に甲斐源氏の一族は源頼朝の粛清を受けて没落する。
戦国時代には守護・武田氏により中興され、臨済宗に改宗されたという。『甲斐国志』によれば、戦国期に住職となった願成寺俊虎（がんじょうじ しゅんこ）は武田晴信（信玄）の甥にあたるとされるが、系譜関係は不明。
武田氏滅亡後、武田遺領を巡る天正壬午の乱や慶長12年（1607年）の火災で寺宝を消失したという。近世には承応年間に然室が中興し、曹洞宗に改宗され、上条南割村の大公寺末寺となる。

## 文化財

### 重要文化財（国指定）
木造阿弥陀如来及び両脇侍像 -　昭和14年9月8日指定
当寺本尊の木造阿弥陀三尊像。木造（寄木造）・漆箔。来迎印の阿弥陀如来坐像を中尊とし、左脇侍（向かって右）として蓮台を捧げ持つ観音菩薩立像、右脇侍（向かって左）として合掌する勢至菩薩立像を安置する。像高は阿弥陀如来像が146.1センチメートル、観音菩薩像が169.7センチメートル、勢至菩薩像が168.5センチメートル。
甲斐源氏の棟梁である武田信義の発願による造立と伝わる平安末期（12世紀後半代）の作。当時の浄土信仰に基づく来迎形の阿弥陀三尊像で、いずれも作風は定朝様（じょうちょうよう）である。定朝は11世紀半ばに中央で活躍した仏師で、12世紀にはその様式が各地に広まり、甲斐においても願成寺阿弥陀三尊像のほか、甲斐善光寺（甲府市善光寺町）の2組の阿弥陀三尊像（1組は韮崎市北宮地の大仏堂の旧像）などの定朝様の作例が知られる。中尊像が坐し、観音・勢至菩薩が立像である形式は平安時代末期から鎌倉時代初期の時期に出現し、鎌倉期には三尊とも立像の形式に変化する。甲斐源氏の一族は氏神である八幡神の本地仏である阿弥陀如来を信仰し、本像は甲斐源氏の阿弥陀信仰を示す像として注目されている。
ほか、文化財としては鎌倉期の阿弥陀三尊像（中尊は定印）や一条信長寄進の大般若経の一部などが所蔵されている。また、境内に残る五輪塔は鎌倉様式で、武田信義の墓所と伝わる。